# Calmotrinus
Calmotrinus is een geslacht van hooiwagens uit de familie Agoristenidae.
De wetenschappelijke naam Calmotrinus is voor het eerst geldig gepubliceerd door Šilhavý in 1973. 

## Soorten
Calmotrinus is monotypisch en omvat slechts de volgende soort:
- Calmotrinus turquinensis